# ATC kod B03
ATC kod B03 Antianemijski preparati su terapeutska podgrupa sistema za anatomsko terapeutsko hemijsku klasifikaciju. Ovaj sistem alfanumeričkih kodova je razvio  za klasifikaciju lekova i drugih medicinskih proizvoda.  Podgrupa B03 je deo anatomske grupe B Krv i organi koji formiraju krv.

Kodovi za veterinarsku upotrebu (ATCvet kodovi) se mogu formirati stavljanjem slova Q ispred humanih ATC kodova: QB03... ATCvet kodovi bez odgovarajućeg humanog ATC koda su navedeni sa vodećim Q na sledećoj listi.
Nacionalna izdanja ATC klasifikacije mogu da obuhvataju dodatne kodove koji nisu prisutni na ovoj listi.

### B03AA Dvovalentno gvožđe, oralni preparati
B03AA01 Fero glicin sulfat
B03AA02 Fero fumarat
B03AA03 Fero glukonat
B03AA04 Fero karbonat
B03AA05 Fero hlorid
B03AA06 Fero sukcinat
B03AA07 Fero sulfat
B03AA08 Fero tartarat
B03AA09 Fero aspartat
B03AA10 Fero askorbat
B03AA11 Fero jodid

### B03AB Trovalentno gvožđe, oral preparati
B03AB01 Feri natrijum citrat
B03AB02 Saharisani gvožđe oksid
B03AB03 Sodium feredetat
B03AB04 Feri hidroksid
B03AB05 Feri oksid polimaltozni kompleksi
B03AB06 Feri citrat
B03AB07 Hondroitin sulfat-gvožđe kompleks
B03AB08 Feri acetil transferin
B03AB09 Feri proteinsukcinilat
QB03AB90 Gvožđe dekstran

### B03AC Trovalentno gvožđe, parenteralni preparati
B03AC01 Feri oksid polimaltozni kompleksi
B03AC02 Saharisani gvožđe oksid
B03AC03 Gvožđe-sorbitol-limunska kiselina kompleks
B03AC05 Feri sorbitol glukunski kompleks
B03AC06 Feri oksid dekstranski kompleksi
B03AC07 Feri natrijum glukonatni kompleks
QB03AC90 Gvožđe dekstran
QB03AC91 Gleptoferon
QB03AC92 Feri hidroksid saharoza

### B03AD Gvožđe u kombinaciji sa folnom kiselinom
B03AD01 Fero aminokiselinski kompleks
B03AD02 Fero fumarat
B03AD03 Fero sulfat
B03AD04 Feri oksid polimaltozni kompleksi

### B03AE Gvožđe i druge kombinacije
B03AE01 Gvožđe, vitamin B12 i folna kiselina
B03AE02 Gvožđe, multivitamini i folna kiselina
B03AE03 Gvožđe, i multivitamini
B03AE04 Gvožđe, multivitamini i minerali
B03AE10 Razne kombinacije

## B03B Vitamin B12ifolna kiselina

### B03BA Vitamin B12(cijanokobalamin i analozi)
B03BA01 Cijanokobalamin
B03BA02 Cijanokobalamin tanin kompleks
B03BA03 Hidroksokobalamin
B03BA04 Kobamamid
B03BA05 Mekobalamin
B03BA51 Cijanokobalamin, kombinacije
B03BA53 Hidroksokobalamin, kombinacije

### B03BB Folna kiselina i derivati
B03BB01 Folna kiselina
B03BB51 Folna kiselina, kombinacije

## B03X Drugiantianemičkipreparati

### B03XA Drugi antianemički preparati
B03XA01 Eritropoietin
B03XA02 Darbepoetin alfa
B03XA03 Metoksi polietilen glikol-epoetin beta